# Tim Hogenbosch
Tim Hogenbosch (Nijmegen, 10 september 1983) is een Nederlands televisiepresentator en voormalig boswachter. Hogenbosch, ook wel bekend als 'Boswachter Tim', werkte als boswachter voor Staatsbosbeheer en werd in 2018 uitgeroepen tot beste twitteraar van Nederland. 
Hij groeide op in Nijmegen-Dukenburg en was als kind lid van de Nederlandse Jeugdbond voor Natuurstudie (NJN). Na het CIOS en enkele jaren werken, ging hij bij Staatsbosbeheer een leer-werktraject als natuurbeheerder doen. Hij was werkzaam rond Lelystad en Breda. Hogenbosch werd boswachter met specialisatie publiek, waarbij zijn takenpakket vooral lag in publieksvoorlichting. Tussen 2016 en 2018 werkte hij voor Staatsbosbeheer in de regio Utrecht en daarna tot medio 2021 in de regio Nijmegen.
Vanaf 2020 is hij naast zijn werk als boswachter ook de presentator van het kinderprogramma Beestenbrigade en diverse spin offs die worden uitgezonden door de KRO-NCRV. In 2020 won Hogenbosch met het programma Beestenbrigade de Televizier-Ster Jeugd. Hij vertolkte de rol van Jakobus in The Passion 2022. In 2022 leefde Hogenbosch voor het televisieprogramma Kloostergasten enkele dagen samen met kloosterlingen.
Sinds 2022 verzorgt Hogenbosch ook een nieuwe ronde in de quizshow Waku Waku.